# Ella Kweku
Pour les articles homonymes, voir Ella, Elizabeth, Kweku et Quintero.
Elizabeth Kweku Quintero, mieux connue sous le nom d'Ella Kweku, est une mannequin, actrice et chanteuse espagnole, née à Tenerife (Îles Canaries) en Espagne,.

## Biographie
Née à Tenerife dans l'archipel des Canaries, elle réside actuellement à Los Angeles en Californie. 
En 2018, elle tient le rôle principal (Juliette Capulet) du film de Ronnie Khalil, With a Kiss I Die.

## Filmographie
- 2006-2007 : Supermodelo 2006 (es) (reality show) : elle-même (13 épisodes)
- 2013 : Ismael : Alika
- 2014 : No Snakes in the Garden (court métrage) : Gina Evans
- 2018 : With a Kiss I Die : Juliette Capulet